# Cephalaeschna needhami
Cephalaeschna needhami är en trollsländeart som beskrevs av Syoziro Asahina 1981. Cephalaeschna needhami ingår i släktet Cephalaeschna och familjen mosaiktrollsländor. Inga underarter finns listade i Catalogue of Life.